# André Guillant
André Guillant, né le 23 avril 1902 à Quimper (Finistère) et mort le 13 novembre 1972 à Trébeurden (Côtes-du-Nord), est un homme politique français.

## Biographie
André Guillant quitte sa Bretagne natale pour faire ses études à Paris. Polytechnicien, il travaille ensuite comme ingénieur et n'a pas d'engagement politique notable jusqu'à la libération.
Membre du MRP, il mène la liste de ce parti dans l'Eure pour l'élection de la première assemblée constituante, en octobre 1945. Avec 16,3 % des voix, il arrive en cinquième position pour quatre sièges à pourvoir, et n'est pas élu. Il devient cependant en janvier 1946 directeur de cabinet de Francisque Gay, vice-président du conseil.
En juin 1946, profitant d'une poussée du MRP, qui obtient 26,5 % dans l'Eure, il est élu à la seconde assemblée constituante. En novembre de cette même année, il est réélu député, bien que sa liste, avec 20,4 % des voix, accuse un léger recul.
Vice-président de la commission des finances à partir de 1950, il s'intéresse surtout aux questions fiscales, et apparaît comme un technicien spécialiste de ces questions. Dans le débat budgétaire, il est partisan de la rigueur et de la lutte contre l'inflation, suivant en cela son rival dans le département, le radical Pierre Mendès-France.
Ses compétences lui ouvrent la voie d'une carrière ministérielle : secrétaire d'État à l'industrie et au commerce dans le deuxième gouvernement Queuille, à compter du 12 juin 1950, il conserve ce poste dans les cabinets suivants, jusqu'au 10 juillet 1951.
Il est notamment chargé de présenter, en novembre 1950, devant le parlement la révision de l'accord de Paris sur le cinéma.
Il aborde les élections de juin 1951 en situation délicate. Il s'est en effet éloigné du MRP, dont il a quitté le groupe à l'assemblée pour siéger avec l'Union démocratique des indépendants. Il se présente donc à la tête d'une liste d'Union des républicains pour la défense de la liberté, c'est-à-dire clairement orientée à droite, mais sans le soutien d'aucun parti structuré, et n'obtient que 2,9 % des voix.
Cet échec le conduit à abandonner la vie politique. Membre du conseil économique de 1952 à 1956, il reprend ensuite une carrière de cadre dirigeant, au sein de plusieurs sociétés, dont la société d'alimentation d'Alsace-Lorraine, les Nouvelles savonneries françaises ou Mielle-Cailloux.

## Fonctions
- Secrétaire d'État à l'industrie et au commerce du gouvernement Henri Queuille (2) (du 2 au 4 juillet 1950)
- Secrétaire d'État à l'industrie et au commerce du gouvernement René Pleven (1) (du 12 juillet 1950 au 28 février 1951)
- Secrétaire d'État à l'industrie et au commerce du gouvernement Henri Queuille (3) (du 10 mars 1951 au 10 juillet 1951)

- Député MRP de l'Eure (1946-1951)